# Jerzy Preś
Jerzy Preś (ur. 8 stycznia 1926 w Dzietrzkowicach, zm. 13 stycznia 2025) – polski zootechnik, profesor nauk rolniczych.

## Życiorys
W 1954 ukończył studia na Wydziale Zootechnicznym Wyższej Szkoły Rolniczej we Wrocławiu. W tym roku rozpoczął pracę w macierzystej uczelni, w Katedrze Żywienia Zwierząt (od 1972 pod nazwą Akademii Rolniczej). W 1961 obronił pracę doktorską Różnorodne metody żywienia oraz opasu młodego bydła rasy nizinnej cb w ujęciu fizjologiczno-żywieniowym i ekonomicznym napisaną pod kierunkiem Zygmunta Ruszczyca. W 1966 uzyskał w Akademii Rolniczej w Poznaniu stopień doktora habilitowanego na podstawie pracy Wykorzystanie azotu młodego bydła rasy ncb przy różnych poziomach energii w paszy. W 1973 otrzymał tytuł profesora nadzwyczajnego, w 1980 tytuł profesora zwyczajnego w zakresie nauk rolniczych. W latach 1965-1969 był prorektorem WSR ds. studiów dla pracujących, w latach 1969-1981 prorektorem WSR (od 1972 AR) ds. współpracy z gospodarką narodową. W latach 70. był zastępcą dyrektora Instytutu Żywienia Zwierząt i Gospodarki Paszowej, w latach 1984-1990 kierował Katedrą Żywienia Zwierząt i Paszoznawstwa na Wydziale Biologii i Hodowli Zwierząt Akademii Rolniczej we Wrocławiu. Kontynuował prace szkoły naukowej żywienia zwierząt i doświadczalnictwa stworzonej przez Zygmunta Ruszczyca.
Był członkiem Komitetu Nauk Zootechnicznych PAN, w latach 1990-1995 członkiem jego prezydium.

## Odznaczenia i wyróżnienia
- Krzyż Kawalerski Orderu Odrodzenia Polski (1974)[3][2]
- Nagroda Ministra Rolnictwa oraz Ministra Edukacji Narodowej (wielokrotnie)[3]
- Złoty Krzyż Zasługi[3]
- Medal Komisji Edukacji Narodowej[3]
- Medal za Zasługi dla Akademii Rolniczej (1995)[2]
- Medal im. Michała Oczapowskiego (2015)[4]